# Ivan Pilat
Ivan Pilat (Košutići, općina Višnjan, 1. siječnja 1934.), hrvatski pjesnik.
Osnovnu školu polazi u Bačvi, a od petog razreda Nižu gimnaziju u Poreču. Petogodišnju Učiteljsku školu završava u Puli 1955. godine, a izvanredne studije na Pedagoškoj akademiji u grupi Fizika – tehničko obrazovanje 1970. godine. Od 1955. do 1956. godine polazi u školu za rezervne (pričuvne) časnike u Bitoli.
Od 1956. do 1977. god radi u Osnovnoj školi u Vižinadi, a od 1977. godine do odlaska u mirovinu u OŠ Vladimira Nazora u Vrsaru. Umirovljen je 1. rujna 1994. godine.
Prvi književni radovi objavljivani su mu na Zidnim novinama u Nižoj gimnaziji u Poreču. Uz pjesme na standarnom jeziku vrlo rano počinje pisati na čakavštini svog užeg zavičaja (Poreština).
"Istarski borac" počinje mu tiskati pjesme i priče 1953. Kasnije se pojavljuju u "Poletu", "Istarskom mozaiku", "Zadarskoj reviji", "Glasu Istre", "Porečkom listu", "SMIB-u", "Modroj lasti", "Školskim novinama", Sarajevskom "Životu", "Našem glasu", "Galebu", Kruševačkoj "Bagdali", "30 dana", "Besidi Kaštelirskoj", "Frontu", "Za pobedu" (Bitola, Makedonija), "Novoj Istri", "Glasniku Vrsara i Funtane"
Njegove pjesme recitiraju na radio postajama Pule, Rijeke, Pazina, Rovinja, TV Zagreba, a u više navrata po mjestima Istre i a šire (Zadar), te u nadmetanju recitatora na Čakavskom saboru u Žminju i po školama Istre.
Godine 1968. objavljuje knjigu "Znam te, Istrijo" (Ogranak MH, Poreč), a u pripremi je više zbirki pjesama na čakavštini i književnom standardu te zbirka priča.
Član radnik Matice hrvatske od 1966., s prekidom od 1972. do 1993.
Član suradnik Društva hrvatskih književnika, Istarskog ogranka, Pula, od studenog 1990. godine.

## Uglazbljene pjesme
- "Znam te, Istrijo"
- "Kada te najti dojden rodna gruda"
- "Koredo", "Na Punčanu", kompozitor Josip Kaplan
- "Joakimu Rakovcu", kompozitor Nelo Miloti

## Objavljene pjesme u knjigama
Korablja začinjavca, Jurina i Franina, Istarska Korabljica, Zlatna knjiga svjetske poezije za djecu (Zvonimir Balog, NZ MH Zagreb, 1975.), Čakavsko pjesništvo XX stoljeća (Milorad Stojević, Rijeka, 1987.), Istarska pjesmarica, Ant. Hrvat.pjesništva Istre XIX i XX stoljeća (Pula, 1989.), Verši na šterni (u svim brojevima od 1994. godine do sada) (Pučko otvoreno Sveučilište Poreč), I ča i što i kaj (B.Biletić, Pula, 1997.), Susret Riječi (Bedekovčina, 2002., 2003., 2004., 2005.), Svijet tamo iza (Istrakon, Pazin, 2003.).

## Pohvale, nagrade i odlikovanja
Za svoj rad, zalaganje i rezultate u školi i u društvenim organizacijama, kulturi i sportu dobio je niz priznanja. Više puta je istican za primjerenog radnika i u više navrata novčano nagrađivan u svojoj radnoj organizaciji. MZ Vižinada odala mu je više puta javno priznanje za nesebičan rad i napredak mjesta. Za djelovanje i rezultate na kulturnom polju općine Poreč novčano je nagrađen.
- Orden rada sa srebrnim vijencem predsjednika Republike, 1968.
- Povelja grada Poreča, 1970.
- Priznanje Općinskog Odbora USRVS, 1975.
- Pohvala načelnika brigade u čijoj je Komandi djelovao, 1978.
- Zlatnu značku SRVSH Predsjedništva SRVS ZO Rijeka, 1981.
- Zlatna medalja, uz proslavu 30. godišnjice Sportskog društva Vižinada, 1984., te Plaketa u povodu 40. godine utemeljenja (1954. – 1994.) u znak priznanja za doprinos u radu i razvoju društva, 1996.
- Zlatna značka SRVS, Predsjedništva Općinske Konferencije SRVS Poreč, 1987.